# Ménil-Erreux
Ménil-Erreux település Franciaországban, Orne megyében. Lakosainak száma 195 fő (2022. január 1.). Ménil-Erreux Saint-Gervais-du-Perron, Neuilly-le-Bisson, Bursard, Essay, Hauterive, Larré és Écouves községekkel határos.

## Népesség
A település népességének változása:
| Lakosok száma | 228  | 224  | 225  | 219  | 213  | 207  | 202  | 198  | 195  |
|               | 2013 | 2015 | 2016 | 2017 | 2018 | 2019 | 2020 | 2021 | 2022 |